# 罗什福尔-昂瓦尔代讷
罗什福尔-昂瓦尔代讷（法語：Rochefort-en-Valdaine）是法国德龙省的一个市镇，位于该省西南部，属于尼永斯区。该市镇总面积12.8平方公里，2009年时的人口为340人。

## 人口
罗什福尔-昂瓦尔代讷人口变化图示